# Ptychadena boettgeri
Ptychadena boettgeri es una especie de anfibio anuro de la familia Ptychadenidae.

## Distribución geográfica
Esta especie es endémica de Mozambique. Se encuentra cerca de Quilimane

## Etimología
Esta especie lleva el nombre en honor a Oskar Boettger (1844-1910).

## Publicación original
- Pfeffer, 1893 : Ostafrikanische Reptilien und Amphibien, gesammelt von Herrn Dr. F. Stuhlmann im Jahre 1888 und 1889. Jahrbuch der Hamburgischen Wissenschaftlichen Anstalten, vol. 10, p. 71-105[4]